# Костел Святого Миколая (Белз)
Костел Святого Миколая — втрачена культова споруда, дерев'яний римо-католицький храм у місті Белзі (нині Львівської області, Україна). Фундатор — князь белзький Земовит IV. Час фундації — 1394 рік. Розташовувався на замку, ймовірно, на місці розібраної дерев'яної православної церкви.